# Bernardo de Gálvez
Bernardo de Gálvez y Madrid, vicomte de Gálvezton et comte de Gálvez (en espagnol : Bernardo de Gálvez y Madrid, vizconde de Gálvezton y conde de Gálvez) (23 juillet 1746 à Macharaviaya, Malaga, (Espagne) — 30 novembre 1786 (Mexico)   était un militaire des armées espagnoles en Amérique du Nord, gouverneur de la Louisiane, gouverneur de Cuba, et, du 17 juin 1785 au 30 novembre 1786, vice-roi de Nouvelle-Espagne.
Il est le fils de Matías de Gálvez y Gallardo à qui il succède en tant que vice-roi de Nouvelle-Espagne. Pour l'aide que Bernardo de Gálvez a apportée aux États-Unis lors de la guerre d'indépendance, il est citoyen d'honneur des États-Unis. La ville texane de Galveston, sa baie et son comté sont tous nommés d'après lui, de même que la paroisse de Saint-Bernard en Louisiane.

## Biographie
Gálvez est né à Macharaviaya un village de montagne dans la province de Málaga en Espagne en 1746. Il étudia les sciences militaires à l'académie d'Ávila, à l'âge de 16 ans il participe à la guerre contre le Portugal où il fut promu lieutenant.

### Carrière militaire
Il arrive en Nouvelle-Espagne en 1762. Avec le grade de capitaine, il y combat les Apaches avec ses alliés indiens les Ópata. Il fut blessé à de nombreuses reprises, parfois même gravement. En 1770, il est promu commandant des armées de Nouvelle-Biscaye et Sonora.
En 1772, il rentre en Espagne en compagnie de son oncle, José de Gálvez. Il est alors envoyé à Pau en France avec le régiment de Cantabria. Il y apprend le français, ce qui lui sera très utile lorsqu'il deviendra gouverneur de Louisiane. Il est transféré à Séville en 1775 et participe à la désastreuse expédition d'Alejandro O'Reilly à Alger. Gálvez y sera d'ailleurs sérieusement blessé. Après avoir capturé la forteresse qui gardait la cité, il est promu lieutenant colonel et professeur à l'académie militaire d'Ávila.

### Gouverneur de Louisiane
En 1777 il est envoyé en Louisiane en tant que colonel et gouverneur par intérim de la province. Elle avait été cédée à l'Espagne par la France lors du traité de Fontainebleau. En 1779 il est promu brigadier.
En 1777, il épouse Marie Felicité de Saint-Maxent Estrehan, la jeune veuve de Jean-Baptiste d'Estrehan et fille de Gilbert-Antoine de Saint Maxent. Ils auront trois enfants Miguel, Matilde et Guadalupe.
En tant que gouverneur, il mène une politique clairement antibritannique en prenant des mesures contre la contrebande anglaise et promeut les échanges avec la France. Il établit aussi le libre échange avec Cuba et le Yucatán.

### Guerre d'indépendance des États-Unis
Gálvez est envoyé en Floride par le vice-roi de Nouvelle-Espagne, Martín de Mayorga, à la tête d'une expédition de troupes coloniales afin de prêter main-forte aux colons anglais dans leur rébellion contre leur mère patrie. L'Espagne voyait ainsi l'espoir de reprendre les territoires que lui avaient enlevés les Anglais, et en particulier la Floride.
Il mène de main de maître la campagne militaire et défait les troupes coloniales britanniques à Manchac, Bâton-Rouge et Natchez en 1779. La bataille de Bâton-Rouge le 21 septembre 1779 libère la basse vallée du Mississippi et atténue les menaces sur La Nouvelle-Orléans, capitale de la Louisiane. En 1780 il reprend Mobile aux Anglais.
Sa plus importante victoire sur les Britanniques eut lieu le 9 mai 1781, il attaque alors par terre et par mer Pensacola la capitale anglaise de West Florida. La perte de Mobile et de Pensacola laisse les Britanniques sans base sur le golfe du Mexique, si l'on excepte la Jamaïque. En 1782, il prend la base navale anglaise de New Providence aux Bahamas.
Il sera couvert d'honneurs par l'Espagne pour ses victoires militaires sur les Britanniques et sera promu lieutenant général et Maréchal de camp, gouverneur et capitaine général de Louisiane et Floride, commandant du corps expéditionnaire espagnol en Amérique ainsi que les titres de vicomte de Gálvezton et comte de Gálvez.
La guerre d'indépendance américaine s'achève alors qu'il préparait une campagne pour prendre la Jamaïque.
Du point de vue américain, la campagne de Galvez, est importante, car elle empêche les britanniques d'encercler les rebelles américains par le sud et laisse ouvert un corridor vital d'approvisionnement. Galvez fournit aussi des soldats et du matériel aux révolutionnaires.
Gálvez, qui admirait les révolutionnaires américains, fut de ceux qui écrivirent le brouillon du traité de Paris qui marque la fin de la guerre, par lequel l'Espagne reprend la Floride aux Anglais. Le Congrès des États-Unis citera Gálvez pour son aide durant la Révolution et, en 2014, le fera citoyen d'honneur des États-Unis. Les Américains ont baptisé en son honneur la ville de Galveston et la paroisse de St Bernard (Louisiane), les paroisses de Louisiane d'Est Feliciana et d'Ouest Feliciana rappellent le nom de son épouse : Marie Felice de Saint-Maxent Estrehan.

### Vice-roi de Nouvelle-Espagne

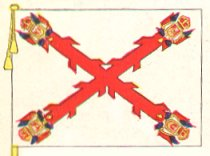
Drapeau de la Nouvelle-Espagne

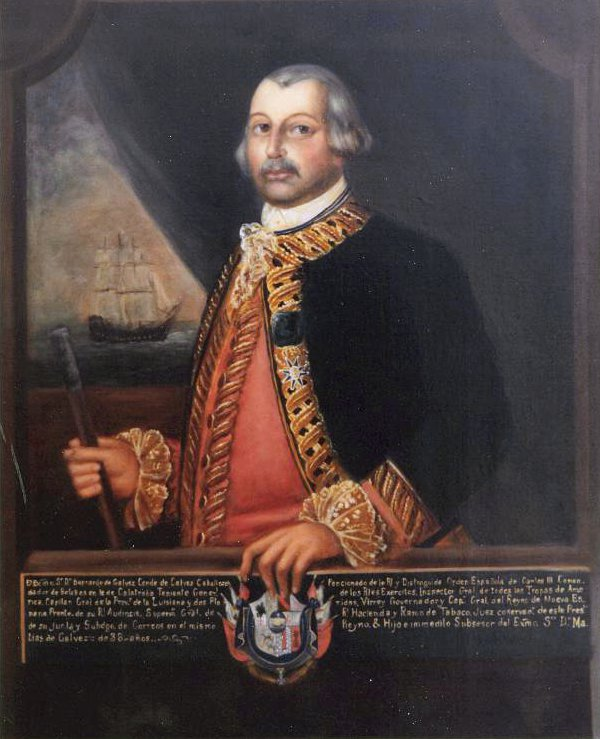
Le vice-roi Bernardo de Galvez.

Gálvez revient en Espagne en 1783 et combat durant la campagne des Pays-Bas [réf. nécessaire]. L'année suivante il est renvoyé aux Indes en tant que gouverneur et capitaine général de Cuba. Peu après son arrivée à La Havane, son père Matías de Gálvez y Gallardo (alors vice-roi de Nouvelle-Espagne), meurt. On nomme Bernardo de Gálvez pour le remplacer. Il arrive à Veracruz le 26 mai 1785 et fait son entrée officielle à Mexico en juin.
Durant son règne deux grandes calamités frapperont Mexico, le gel du 27 août 1785 qui détruisit les récoltes et causa la famine puis la peste de 1786. Durant la famine Gálvez donne 12 000 pesos de son propre héritage et trouve 100 000 pesos auprès d'autres donateurs pour acheter du maïs et des haricots pour la population. Il prend également des mesures en vue d'accroître la production agricole.
Il fait construire le château de Chapultepec et commencer l'installation de l'éclairage public dans la ville de Mexico ainsi que l'édification des tours de la cathédrale. Il poursuit la construction de la route vers Acapulco, et prend des mesures pour réduire les abus commis sur les indiens dans le cadre de ces travaux. Il fait prélever 16 % du revenu des loteries et autres jeux de hasard comme droit des pauvres.
Il encourage les sciences en finançant l'expédition de Martín de Sessé et Vicente Cervantes qui enverra en Espagne un très riche catalogue des diverses espèces de plantes, oiseaux et poissons de la Nouvelle-Espagne.
On dira de lui qu'il était franc, galant, aimable et simple. Il se déplaçait en ville dans un attelage ouvert tiré par deux chevaux, assistait aux corridas, pèlerinages et fêtes où il était accueilli généralement par des applaudissements. Cependant l'Audiencia n'avait pas une opinion très favorable à son vice-roi. Ils craignaient que la popularité de Gálvez ne lui permette de suivre l'exemple américain et qu'il ne déclare l'indépendance de la Nouvelle-Espagne. L'Audiencia communiqua ses soupçons à Madrid et la Couronne réprimanda Gálvez à plusieurs reprises, ce qui le rendit mélancolique et peu sociable.
Il tomba malade et dut garder le lit. Le 8 novembre 1786 il remet toutes ses fonctions gouvernementales à l'exception de la présidence de l'Audiencia. Il meurt le 30 novembre 1786 à Mexico lors d'une épidémie de typhus en 1786. La rumeur dira qu'il a été empoisonné par ses ennemis avec l'approbation de la Cour. Il repose dans le cimetière de San Fernando à Mexico.
Il a laissé quelques écrits, comme Ordenanzas para el Teatro de Comedias de México et Instrución para el Buen Gobierno de las Provincias Internas de la Nueva España.

## Héritage
L'héritier de Bernardo de Gálvez, le comte Pérès Galvez, a concédé la mine de Villalpando,  à Zacatecas, à la Compagnie anglomexicaine en 1824, car elle avait besoin de réparer les dommages causés par un long abandon, afin de rétablir les galeries que ces inondations avaient détruites. Huit mois seulement après le boom miniers, la compagnie subit la crise boursière de 1825 à la Bourse de Londres.